# TT118
TT118 (Theban Tomb 118) è la sigla che identifica una delle Tombe dei Nobili ubicate nell’area della cosiddetta Necropoli Tebana, sulla sponda occidentale del Nilo dinanzi alla città di Luxor, in Egitto. Destinata a sepolture di nobili e funzionari connessi alle case regnanti, specie del Nuovo Regno, l'area venne sfruttata, come necropoli, fin dall'Antico Regno e, successivamente, sino al periodo Saitico (con la XXVI dinastia) e Tolemaico.

## Titolare
TT118 era la tomba di:
| Titolare | Titolo                                   | Necropoli           | Dinastia/Periodo                   | Note                                                    |
| -------- | ---------------------------------------- | ------------------- | ---------------------------------- | ------------------------------------------------------- |
| Amenmose | Portatore di flabello alla destra del re | Sheikh Abd el-Qurna | XVIII dinastia (Amenhotep III -?-) | versante est, in alto, della collina; a nord della TT77 |

## Biografia
Nessun dato è ricavabile.

## La tomba
La TT118 si sviluppa planimetricamente con forma a "T" capovolta come altre del periodo. Sono leggibili soltanto un dipinto parietale che rappresenta tributari asiatici con avorio e un orso, e una scena del defunto (?) in adorazione di Osiride. Sul soffitto i resti di alcuni testi contenenti il nome del defunto.

### Annotazioni
1. ↑  La prima numerazione delle tombe, dalla numero 1 alla 253, risale al 1913 con l’edizione del "Topographical Catalogue of the Private Tombs of Thebes" di Alan Gardiner e Arthur Weigall. Le tombe erano numerate in ordine di scoperta e non geografico; ugualmente in ordine cronologico di scoperta sono le tombe dalla 253 in poi.
2. ↑  I campi della Duat, ovvero l'aldilà egizio, si trovavano, secondo le credenze, proprio sulla riva occidentale del grande fiume.
3. ↑  Nella sua epoca di utilizzo, l'area era nota come "Quella di fronte al suo Signore" (con riferimento alla riva orientale, dove si trovavano le strutture dei Palazzi di residenza dei re e i templi dei principali dei) o, più semplicemente, "Occidente di Tebe".
4. ↑  le Tombe dei Nobili, benché raggruppate in un'unica area, sono di fatto distribuite su più necropoli distinte.
5. ↑  Le note, sovente di inquadramento topografico della tomba, sono tratte dal "Topographical Catalogue" di Gardiner e Weigall, ed. 1913 e fanno perciò riferimento alla situazione dell'epoca.

### Fonti
1. ↑  Gardiner e Weigall 1913.
2. ↑  Donadoni 1999,  p. 115.
3. 1 2 3  Porter e Moss 1927,  p. 233.
4. ↑  Gardiner e Weigall 1913, pp. 26-27.